# Conquête abbasside de l'Ifriqiya
La conquête abbasside de l'Ifriqiya fut une campagne militaire menée en 761 contre les Kharidjites ibadites en Ifriqiya (correspondant à l'actuelle Tunisie, l'est de l'Algérie et la Tripolitaine). Elle fut dirigée par Muhammad ibn al-Ash'ath al-Khuza'i au nom du Califat abbasside. À la fin de la campagne, les Abbassides mirent un terme à la domination politique des Ibadites en Ifriqiya et rétablirent l'autorité abbasside au Maghreb jusqu'à l'est de l'Algérie.

## Contexte
La domination omeyyade au Maghreb prit fin en 747 lorsque les Fihrides, descendants de Oqba ibn Nafi, s’emparèrent du pouvoir en Ifriqiya, profitant de la Révolution abbasside contre le Califat omeyyade. Les Fihrides contrôlaient l’ensemble de la Tunisie, à l’exception des régions du sud, qui étaient sous l’influence de la tribu berbère des Warfajuma, associée aux Kharidjites sufrites.
Le règne des Fihrides s’effondra en 756 lorsque les Warfajuma conquirent avec succès le nord de l’Ifriqiya et capturèrent Kairouan. Peu après, les Ibadites de Tripolitaine proclamèrent l’un de leurs chefs religieux comme imam et conquirent la Tunisie aux dépens des Sufrites en 758. Cela mena à la formation d’un État ibadite, s’étendant de la Tunisie à la Tripolitaine, qui subsista jusqu’en 761, date à laquelle les Abbassides conquirent la région après avoir consolidé leur autorité en tant que califes au Moyen-Orient.

## Conquête
À partir de 759, le Califat abbasside entreprit de reconquérir le Maghreb pour l’empire. Une fois que le calife Abou Ja'far al-Mansur eut réglé ses problèmes internes au Machrek, il porta son attention sur le Maghreb. Il nomma Muhammad ibn al-Ash'ath al-Khuza'i (en) gouverneur de l'Égypte et du Maghreb, et lui ordonna de réprimer la révolte kharidjite en Ifriqiya.
Dans un premier temps, Ibn al-Ash'ath envoya deux armées, qui furent toutes deux vaincues par les Ibadites. Il prit alors personnellement la tête d'une armée et battit les Ibadites lors de la bataille de Tawargha (près de Misrata, en Libye), tuant l'imam ibadite Abu al-Khattab al-Mu'afiri ainsi que de nombreux de ses partisans. Ibn al-Ash'ath marcha ensuite sur l'Ifriqiya et captura Kairouan en 761, contraignant le gouverneur, Abd al-Rahman ibn Rustum, à fuir vers les montagnes situées au sud d'Oran. Rustum se réfugia plus à l'ouest et fonda une nouvelle capitale à Tahert (dans l’actuelle Algérie).
Cette campagne mit fin à la domination politique des Ibadites en Ifriqiya et permit d’établir l’autorité directe des Abbassides dans la région. Le Zab, dans l'est de l'Algérie, constituait la limite occidentale de la zone contrôlée par les gouverneurs abbassides, qui y maintenaient une importante base militaire à Tobna. À l'ouest de ce territoire, les dynasties rostémide, midraride et idrisside s’établirent. Après l'an 800, les Abbassides ne conservèrent plus qu’une autorité nominale en Ifriqiya, la wilayah (province) devenant une principauté autonome dirigée par la dynastie arabe des Aghlabides jusqu'en 909.